# Celidoni
|  | No s'ha de confondre amb Celdoni i Ermenter. |

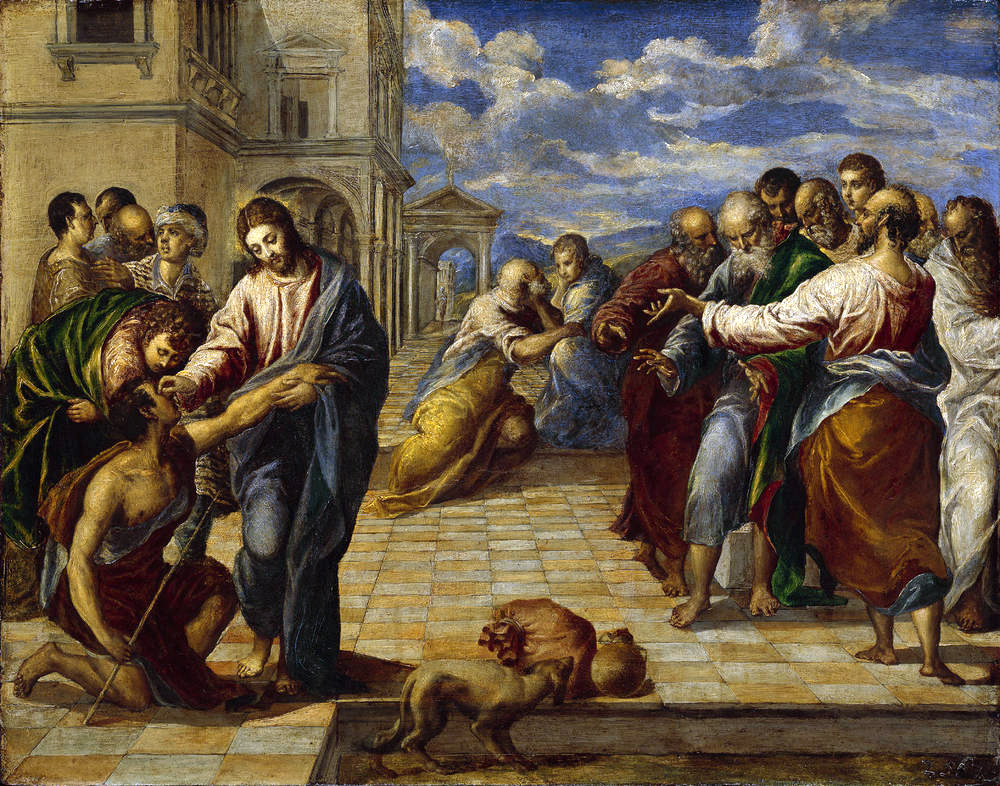
La curació del cec de naixement per El Greco, ca. 1570 (Staatliche Kunstsammlungen, Dresden).

Celidoni és el nom tradicional atribuït al "cec de naixement", a qui Jesús va curar a l'Evangeli de Joan.［Joan 9:1-38］ Aquesta tradició es testimonia tant en el cristianisme oriental com en el catolicisme.
Una tradició atribueix a sant Celidoni la fundació de l'església cristiana de Nimes.
Sant Demetri de Rostov, en el seu Gran sinaxari, també esmenta que el nom de l'home cec era Celidoni.
A l'Església Ortodoxa Oriental, el relat de la curació de Celidoni es relata en el Diumenge del Cec, el sisè Diumenge de Pasqua. Molts himnes relatius a la salut i la seva importància es troben en el Pentecostarion, un llibre litúrgic utilitzat durant el temps pasqual.